# Coppa del Mondo di sci di fondo 2020
La Coppa del Mondo di sci di fondo 2020 è stata la trentanovesima edizione della manifestazione organizzata dalla Federazione Internazionale Sci; è iniziata il 29 novembre 2019 a Kuusamo, in Finlandia, e si è conclusa l'8 marzo 2020 a Oslo, in Norvegia. La stagione è stata conclusa anticipatamente a causa alla pandemia di COVID-19 con l'annullamento, tra l'altro, delle finali in programma a Canmore.
In campo sia maschile sia femminile sono state disputate 19 delle 24 gare individuali in programma (10 di distanza, 7 sprint, 2 competizioni intermedie a tappe) e tutte le 4 gare a squadre previste (2 staffette, 2 sprint a squadre), in 19 diverse località.
Tra gli uomini il russo Aleksandr Bol'šunov si è aggiudicato sia la coppa di cristallo, il trofeo assegnato al vincitore della classifica generale, sia la Coppa del Mondo di distanza; il norvegese Johannes Høsflot Klæbo, detentore uscente della Coppa generale, ha vinto per la quarta volta la Coppa del Mondo di sprint.
Tra le donne la norvegese Therese Johaug si è aggiudicata sia la coppa di cristallo, il trofeo assegnato alla vincitrice della classifica generale, sia la Coppa del Mondo di distanza; la svedese Linn Svahn ha vinto la Coppa del Mondo di sprint. La norvegese Ingvild Flugstad Østberg era la detentrice uscente della Coppa generale.
Era stata inserita in calendario una gara a squadre mista, da disputare durante le finali di Canmore, ma è stata annullata.

## Uomini

### Risultati
| Data                              | Località                           | Nazione         | Specialità  | Primo                                                                       | Secondo                                                               | Terzo                                                                         |
| --------------------------------- | ---------------------------------- | --------------- | ----------- | --------------------------------------------------------------------------- | --------------------------------------------------------------------- | ----------------------------------------------------------------------------- |
| 29 novembre 2019 1º dicembre 2018 | Kuusamo                            | Finlandia       | Ruka Triple | Johannes Høsflot Klæbo                                                      | Emil Iversen                                                          | Iivo Niskanen                                                                 |
| 7 dicembre 2019                   | Lillehammer                        | Norvegia        | 30 km ST    | Aleksandr Bol'šunov                                                         | Hans Christer Holund                                                  | Emil Iversen                                                                  |
| 8 dicembre 2019                   | Lillehammer                        | Norvegia        | 4x7,5 km    | Russia II Ivan Jakimuškin Evgenij Belov Il'ja Poroškin Sergej Ustjugov      | Russia I Andrej Lar'kov Il'ja Semikov Denis Spicov Andrej Mel'ničenko | Norvegia I Pål Golberg Hans Christer Holund Sjur Røthe Finn Hågen Krogh       |
| 14 dicembre 2019                  | Davos                              | Svizzera        | SP TL       | Johannes Høsflot Klæbo                                                      | Lucas Chanavat                                                        | Håvard Solås Taugbøl                                                          |
| 15 dicembre 2019                  | Davos                              | Svizzera        | 15 km TL    | Simen Hegstad Krüger                                                        | Sergej Ustjugov                                                       | Dario Cologna                                                                 |
| 21 dicembre 2019                  | Planica                            | Slovenia        | SP TL       | Lucas Chanavat                                                              | Federico Pellegrino                                                   | Erik Valnes                                                                   |
| 22 dicembre 2019                  | Planica                            | Slovenia        | TS TL       | Norvegia I Sindre Bjørnestad Skar Erik Valnes                               | Norvegia II Gjøran Tefre Håvard Solås Taugbøl                         | Finlandia I Ristomatti Hakola Joni Mäki                                       |
| 28 dicembre 2019 5 gennaio 2020   | Lenzerheide Dobbiaco Val di Fiemme | Svizzera Italia | Tour de Ski | Aleksandr Bol'šunov                                                         | Sergej Ustjugov                                                       | Johannes Høsflot Klæbo                                                        |
| 11 gennaio 2020                   | Dresda                             | Germania        | SP TL       | Lucas Chanavat                                                              | Sindre Bjørnestad Skar                                                | Johan Häggström                                                               |
| 12 gennaio 2020                   | Dresda                             | Germania        | TS TL       | Francia I Renaud Jay Lucas Chanavat                                         | Svezia I Marcus Grate Johan Häggström                                 | Russia I Andrej Krasnov Gleb Retivych                                         |
| 18 gennaio 2020                   | Nové Město na Moravě               | Rep. Ceca       | 15 km TL    | Aleksandr Bol'šunov                                                         | Iivo Niskanen                                                         | Sjur Røthe                                                                    |
| 19 gennaio 2020                   | Nové Město na Moravě               | Rep. Ceca       | 15 km TC PU | Aleksandr Bol'šunov                                                         | Johannes Høsflot Klæbo                                                | Simen Hegstad Krüger                                                          |
| 25 gennaio 2020                   | Oberstdorf                         | Germania        | 30 km ST    | Aleksandr Bol'šunov                                                         | Simen Hegstad Krüger                                                  | Sjur Røthe                                                                    |
| 26 gennaio 2020                   | Oberstdorf                         | Germania        | SP TC       | Johannes Høsflot Klæbo                                                      | Pål Golberg                                                           | Erik Valnes                                                                   |
| 8 febbraio 2020                   | Falun                              | Svezia          | SP TC       | Pål Golberg                                                                 | Erik Valnes                                                           | Aleksandr Bol'šunov                                                           |
| 9 febbraio 2020                   | Falun                              | Svezia          | 15 km TL    | Aleksandr Bol'šunov                                                         | Sjur Røthe                                                            | Ivan Jakimuškin                                                               |
| 15 febbraio 2020 23 febbraio 2020 | Östersund Åre Meråker Trondheim    | Svezia Norvegia | Ski Tour    | Pål Golberg                                                                 | Simen Hegstad Krüger                                                  | Hans Christer Holund                                                          |
| 29 febbraio 2020                  | Lahti                              | Finlandia       | 15 km TC    | Iivo Niskanen                                                               | Aleksandr Bol'šunov                                                   | Hans Christer Holund                                                          |
| 1º marzo 2020                     | Lahti                              | Finlandia       | 4x7,5 km    | Norvegia Pål Golberg Hans Christer Holund Sjur Røthe Johannes Høsflot Klæbo | Svizzera Beda Klee Dario Cologna Jason Rüesch Roman Furger            | Russia I Il'ja Semikov Aleksandr Bessmertnych Denis Spicov Andrej Mel'ničenko |
| 4 marzo 2020                      | Drammen                            | Norvegia        | SP TL       | Johannes Høsflot Klæbo                                                      | Håvard Solås Taugbøl                                                  | Eirik Brandsdal                                                               |
| 8 marzo 2020                      | Oslo                               | Norvegia        | 50 km TC MS | Aleksandr Bol'šunov                                                         | Simen Hegstad Krüger                                                  | Emil Iversen                                                                  |
| 14 marzo 2020                     | Québec                             | Canada          | SP TC       | annullata                                                                   | annullata                                                             | annullata                                                                     |
| 15 marzo 2020                     | Québec                             | Canada          | SP TL       | annullata                                                                   | annullata                                                             | annullata                                                                     |
| 17 marzo 2020                     | Minneapolis                        | Stati Uniti     | SP TL       | annullata                                                                   | annullata                                                             | annullata                                                                     |
| 20 marzo 2020                     | Canmore                            | Canada          | 15 km TL MS | annullata                                                                   | annullata                                                             | annullata                                                                     |
| 21 marzo 2020                     | Canmore                            | Canada          | 15 km TC PU | annullata                                                                   | annullata                                                             | annullata                                                                     |

Legenda:

TC = tecnica classica

TL = tecnica libera

SP = sprint

PU = inseguimento

ST = skiathlon

TS = sprint a squadre

MS = partenza in linea

#### Competizioni intermedie
| Ruka Triple 2020  |                   |                   |                   |                        |                        |                         |
| Data              | Località          | Nazione           | Specialità        | Primo                  | Secondo                | Terzo                   |
| 29 novembre 2019  | Kuusamo           | Finlandia         | SP TC             | Johannes Høsflot Klæbo | Pål Golberg            | Richard Jouve           |
| 30 novembre 2019  | Kuusamo           | Finlandia         | 15 km TC          | Iivo Niskanen          | Johannes Høsflot Klæbo | Emil Iversen            |
| 1º dicembre 2019  | Kuusamo           | Finlandia         | 15 km TL PU       | Hans Christer Holund   | Sjur Røthe             | Emil Iversen            |
| Classifica finale | Classifica finale | Classifica finale | Classifica finale | Johannes Høsflot Klæbo | Emil Iversen           | Iivo Niskanen           |
|                   |                   |                   |                   |                        |                        |                         |
| Tour de Ski 2020  |                   |                   |                   |                        |                        |                         |
| Data              | Località          | Nazione           | Specialità        | Primo                  | Secondo                | Terzo                   |
| 28 dicembre 2019  | Lenzerheide       | Svizzera          | 15 km TL MS       | Sergej Ustjugov        | Johannes Høsflot Klæbo | Aleksandr Bol'šunov     |
| 29 dicembre 2019  | Lenzerheide       | Svizzera          | SP TL             | Johannes Høsflot Klæbo | Federico Pellegrino    | Richard Jouve           |
| 31 dicembre 2019  | Dobbiaco          | Italia            | 15 km TL          | Sergej Ustjugov        | Ivan Jakimuškin        | Aleksandr Bol'šunov     |
| 1º gennaio 2020   | Dobbiaco          | Italia            | 15 km TC PU       | Aleksandr Bol'šunov    | Sergej Ustjugov        | Iivo Niskanen           |
| 3 gennaio 2020    | Val di Fiemme     | Italia            | 15 km TC MS       | Johannes Høsflot Klæbo | Sergej Ustjugov        | Aleksandr Bol'šunov     |
| 4 gennaio 2020    | Val di Fiemme     | Italia            | SP TC             | Johannes Høsflot Klæbo | Sergej Ustjugov        | Aleksandr Bol'šunov     |
| 5 gennaio 2020    | Val di Fiemme     | Italia            | 10 km TL MS       | Simen Hegstad Krüger   | Sjur Røthe             | Aleksandr Bol'šunov     |
| Classifica finale | Classifica finale | Classifica finale | Classifica finale | Aleksandr Bol'šunov    | Sergej Ustjugov        | Johannes Høsflot Klæbo  |
|                   |                   |                   |                   |                        |                        |                         |
| Ski Tour 2020     |                   |                   |                   |                        |                        |                         |
| Data              | Località          | Nazione           | Specialità        | Primo                  | Secondo                | Terzo                   |
| 15 febbraio 2020  | Östersund         | Svezia            | 15 km TL          | Sjur Røthe             | Simen Hegstad Krüger   | Finn Hågen Krogh        |
| 16 febbraio 2020  | Östersund         | Svezia            | 15 km TC PU       | Pål Golberg            | Aleksandr Bol'šunov    | Martin Løwstrøm Nyenget |
| 18 febbraio 2020  | Åre               | Svezia            | SP TL             | Johannes Høsflot Klæbo | Federico Pellegrino    | Renaud Jay              |
| 20 febbraio 2020  | Meråker           | Norvegia          | 34 km TL MS       | Aleksandr Bol'šunov    | Johannes Høsflot Klæbo | Emil Iversen            |
| 22 febbraio 2020  | Trondheim         | Norvegia          | SP TC             | Johannes Høsflot Klæbo | Pål Golberg            | Erik Valnes             |
| 23 febbraio 2020  | Trondheim         | Norvegia          | 30 km TC PU       | Emil Iversen           | Iivo Niskanen          | Hans Christer Holund    |
| Classifica finale | Classifica finale | Classifica finale | Classifica finale | Pål Golberg            | Simen Hegstad Krüger   | Hans Christer Holund    |

Legenda:

TC = tecnica classica

TL = tecnica libera

SP = sprint

PU = inseguimento

MS = partenza in linea

### Classifiche

#### Generale
| Pos. | Nome                   | Nazione   | Punti |
| ---- | ---------------------- | --------- | ----- |
| 1    | Aleksandr Bol'šunov    | Russia    | 2221  |
| 2    | Johannes Høsflot Klæbo | Norvegia  | 1726  |
| 3    | Pål Golberg            | Norvegia  | 1311  |
| 4    | Simen Hegstad Krüger   | Norvegia  | 1260  |
| 5    | Sjur Røthe             | Norvegia  | 1257  |
| 6    | Iivo Niskanen          | Finlandia | 1221  |
| 7    | Hans Christer Holund   | Norvegia  | 954   |
| 8    | Sergej Ustjugov        | Russia    | 908   |
| 9    | Emil Iversen           | Norvegia  | 875   |
| 10   | Dario Cologna          | Svizzera  | 649   |

#### Distanza
| Pos. | Nome                 | Nazione   | Punti |
| ---- | -------------------- | --------- | ----- |
| 1    | Aleksandr Bol'šunov  | Russia    | 1293  |
| 2    | Sjur Røthe           | Norvegia  | 864   |
| 3    | Iivo Niskanen        | Finlandia | 840   |
| 4    | Simen Hegstad Krüger | Norvegia  | 776   |
| 5    | Hans Christer Holund | Norvegia  | 694   |

#### Sprint
| Pos. | Nome                   | Nazione  | Punti |
| ---- | ---------------------- | -------- | ----- |
| 1    | Johannes Høsflot Klæbo | Norvegia | 550   |
| 2    | Erik Valnes            | Norvegia | 405   |
| 3    | Pål Golberg            | Norvegia | 386   |
| 4    | Federico Pellegrino    | Italia   | 385   |
| 5    | Lucas Chanavat         | Francia  | 373   |

## Donne

### Risultati
| Data                              | Località                           | Nazione         | Specialità  | Prima                                                                                  | Seconda                                                                       | Terza                                                             |
| --------------------------------- | ---------------------------------- | --------------- | ----------- | -------------------------------------------------------------------------------------- | ----------------------------------------------------------------------------- | ----------------------------------------------------------------- |
| 29 novembre 2019 1º dicembre 2018 | Kuusamo                            | Finlandia       | Ruka Triple | Therese Johaug                                                                         | Heidi Weng                                                                    | Astrid Uhrenholdt Jacobsen                                        |
| 7 dicembre 2019                   | Lillehammer                        | Norvegia        | 15 km ST    | Therese Johaug                                                                         | Jessica Diggins                                                               | Heidi Weng                                                        |
| 8 dicembre 2019                   | Lillehammer                        | Norvegia        | 4x5 km      | Norvegia I Maiken Caspersen Falla Astrid Uhrenholdt Jacobsen Therese Johaug Heidi Weng | Stati Uniti I Sophie Caldwell Sadie Bjornsen Rosie Brennan Jessica Diggins    | Svezia Emma Ribom Elina Rönnlund Charlotte Kalla Moa Lundgren     |
| 14 dicembre 2019                  | Davos                              | Svizzera        | SP TL       | Linn Svahn                                                                             | Maiken Caspersen Falla                                                        | Sophie Caldwell                                                   |
| 15 dicembre 2019                  | Davos                              | Svizzera        | 10 km TL    | Therese Johaug                                                                         | Heidi Weng                                                                    | Jessica Diggins                                                   |
| 21 dicembre 2019                  | Planica                            | Slovenia        | SP TL       | Jonna Sundling                                                                         | Stina Nilsson                                                                 | Julia Kern                                                        |
| 22 dicembre 2019                  | Planica                            | Slovenia        | TS TL       | Svezia II Maja Dahlqvist Linn Svahn                                                    | Svezia I Stina Nilsson Jonna Sundling                                         | Svizzera Laurien van der Graaff Nadine Fähndrich                  |
| 28 dicembre 2019 5 gennaio 2020   | Lenzerheide Dobbiaco Val di Fiemme | Svizzera Italia | Tour de Ski | Therese Johaug                                                                         | Natal'ja Neprjaeva                                                            | Ingvild Flugstad Østberg                                          |
| 11 gennaio 2020                   | Dresda                             | Germania        | SP TL       | Linn Svahn                                                                             | Anamarija Lampič                                                              | Maja Dahlqvist                                                    |
| 12 gennaio 2020                   | Dresda                             | Germania        | TS TL       | Svezia I Maja Dahlqvist Linn Svahn                                                     | Svizzera I Laurien van der Graaff Nadine Fähndrich                            | Svezia II Evelina Settlin Linn Sömskar                            |
| 18 gennaio 2020                   | Nové Město na Moravě               | Rep. Ceca       | 10 km TL    | Therese Johaug                                                                         | Natal'ja Neprjaeva                                                            | Heidi Weng                                                        |
| 19 gennaio 2020                   | Nové Město na Moravě               | Rep. Ceca       | 10 km TC PU | Therese Johaug                                                                         | Natal'ja Neprjaeva                                                            | Ingvild Flugstad Østberg                                          |
| 25 gennaio 2020                   | Oberstdorf                         | Germania        | 15 km ST    | Therese Johaug                                                                         | Ingvild Flugstad Østberg                                                      | Teresa Stadlober                                                  |
| 26 gennaio 2020                   | Oberstdorf                         | Germania        | SP TC       | Natal'ja Neprjaeva                                                                     | Anamarija Lampič                                                              | Jessica Diggins                                                   |
| 8 febbraio 2020                   | Falun                              | Svezia          | SP TC       | Linn Svahn                                                                             | Natal'ja Neprjaeva                                                            | Jonna Sundling                                                    |
| 9 febbraio 2020                   | Falun                              | Svezia          | 10 km TL    | Therese Johaug                                                                         | Ebba Andersson                                                                | Heidi Weng                                                        |
| 15 febbraio 2020 23 febbraio 2020 | Östersund Åre Meråker Trondheim    | Svezia Norvegia | Ski Tour    | Therese Johaug                                                                         | Heidi Weng                                                                    | Ingvild Flugstad Østberg                                          |
| 29 febbraio 2020                  | Lahti                              | Finlandia       | 10 km TC    | Therese Johaug                                                                         | Ebba Andersson                                                                | Krista Pärmäkoski                                                 |
| 1º marzo 2020                     | Lahti                              | Finlandia       | 4x5 km      | Norvegia Tiril Udnes Weng Ingvild Flugstad Østberg Therese Johaug Heidi Weng           | Finlandia I Johanna Matintalo Kerttu Niskanen Laura Mononen Krista Pärmäkoski | Svezia Charlotte Kalla Frida Karlsson Rebecca Öhrn Maja Dahlqvist |
| 4 marzo 2020                      | Drammen                            | Norvegia        | SP TL       | Jonna Sundling                                                                         | Nadine Fähndrich                                                              | Linn Svahn                                                        |
| 7 marzo 2020                      | Oslo                               | Norvegia        | 30 km TC MS | Frida Karlsson                                                                         | Therese Johaug                                                                | Ebba Andersson                                                    |
| 14 marzo 2020                     | Québec                             | Canada          | SP TC       | annullata                                                                              | annullata                                                                     | annullata                                                         |
| 15 marzo 2020                     | Québec                             | Canada          | SP TL       | annullata                                                                              | annullata                                                                     | annullata                                                         |
| 17 marzo 2020                     | Minneapolis                        | Stati Uniti     | SP TL       | annullata                                                                              | annullata                                                                     | annullata                                                         |
| 20 marzo 2020                     | Canmore                            | Canada          | 10 km TL MS | annullata                                                                              | annullata                                                                     | annullata                                                         |
| 21 marzo 2020                     | Canmore                            | Canada          | 10 km TC PU | annullata                                                                              | annullata                                                                     | annullata                                                         |

Legenda:

TC = tecnica classica

TL = tecnica libera

SP = sprint

PU = inseguimento

ST = skiathlon

TS = sprint a squadre

MS = partenza in linea

#### Competizioni intermedie
| Ruka Triple 2020  |                   |                   |                   |                            |                            |                            |
| Data              | Località          | Nazione           | Specialità        | Primo                      | Secondo                    | Terzo                      |
| 29 novembre 2019  | Kuusamo           | Finlandia         | SP TC             | Maiken Caspersen Falla     | Jonna Sundling             | Sadie Bjornsen             |
| 30 novembre 2019  | Kuusamo           | Finlandia         | 10 km TC          | Therese Johaug             | Krista Pärmäkoski          | Natal'ja Neprjaeva         |
| 1º dicembre 2019  | Kuusamo           | Finlandia         | 10 km TL PU       | Therese Johaug             | Heidi Weng                 | Jessica Diggins            |
| Classifica finale | Classifica finale | Classifica finale | Classifica finale | Therese Johaug             | Heidi Weng                 | Astrid Uhrenholdt Jacobsen |
|                   |                   |                   |                   |                            |                            |                            |
| Tour de Ski 2020  |                   |                   |                   |                            |                            |                            |
| Data              | Località          | Nazione           | Specialità        | Prima                      | Seconda                    | Terza                      |
| 28 dicembre 2019  | Lenzerheide       | Svizzera          | 10 km TL MS       | Therese Johaug             | Heidi Weng                 | Ebba Andersson             |
| 29 dicembre 2019  | Lenzerheide       | Svizzera          | SP TL             | Anamarija Lampič           | Maiken Caspersen Falla     | Natal'ja Neprjaeva         |
| 31 dicembre 2019  | Dobbiaco          | Italia            | 10 km TL          | Therese Johaug             | Ingvild Flugstad Østberg   | Ebba Andersson             |
| 1º gennaio 2020   | Dobbiaco          | Italia            | 10 km TC PU       | Ingvild Flugstad Østberg   | Therese Johaug             | Heidi Weng                 |
| 3 gennaio 2020    | Val di Fiemme     | Italia            | 10 km TC MS       | Astrid Uhrenholdt Jacobsen | Ebba Andersson             | Katharina Hennig           |
| 4 gennaio 2020    | Val di Fiemme     | Italia            | SP TC             | Anamarija Lampič           | Astrid Uhrenholdt Jacobsen | Jessica Diggins            |
| 5 gennaio 2020    | Val di Fiemme     | Italia            | 10 km TL MS       | Therese Johaug             | Heidi Weng                 | Ingvild Flugstad Østberg   |
| Classifica finale | Classifica finale | Classifica finale | Classifica finale | Therese Johaug             | Natal'ja Neprjaeva         | Ingvild Flugstad Østberg   |
|                   |                   |                   |                   |                            |                            |                            |
| Ski Tour 2020     |                   |                   |                   |                            |                            |                            |
| Data              | Località          | Nazione           | Specialità        | Prima                      | Seconda                    | Terza                      |
| 15 febbraio 2020  | Östersund         | Svezia            | 10 km TL          | Therese Johaug             | Heidi Weng                 | Ingvild Flugstad Østberg   |
| 16 febbraio 2020  | Östersund         | Svezia            | 10 km TC PU       | Therese Johaug             | Heidi Weng                 | Ingvild Flugstad Østberg   |
| 18 febbraio 2020  | Åre               | Svezia            | SP TL             | Therese Johaug             | Heidi Weng                 | Astrid Uhrenholdt Jacobsen |
| 20 febbraio 2020  | Meråker           | Norvegia          | 34 km TL MS       | Therese Johaug             | Ingvild Flugstad Østberg   | Heidi Weng                 |
| 22 febbraio 2020  | Trondheim         | Norvegia          | SP TC             | Maiken Caspersen Falla     | Jonna Sundling             | Nadine Fähndrich           |
| 23 febbraio 2020  | Trondheim         | Norvegia          | 15 km TC PU       | Therese Johaug             | Astrid Uhrenholdt Jacobsen | Krista Pärmäkoski          |
| Classifica finale | Classifica finale | Classifica finale | Classifica finale | Therese Johaug             | Heidi Weng                 | Ingvild Flugstad Østberg   |

Legenda:

TC = tecnica classica

TL = tecnica libera

SP = sprint

PU = inseguimento

MS = partenza in linea

### Classifiche

#### Generale
| Pos. | Nome                       | Nazione     | Punti |
| ---- | -------------------------- | ----------- | ----- |
| 1    | Therese Johaug             | Norvegia    | 2508  |
| 2    | Heidi Weng                 | Norvegia    | 1697  |
| 3    | Natal'ja Neprjaeva         | Russia      | 1356  |
| 4    | Astrid Uhrenholdt Jacobsen | Norvegia    | 1289  |
| 5    | Ingvild Flugstad Østberg   | Norvegia    | 1110  |
| 6    | Jessica Diggins            | Stati Uniti | 1078  |
| 7    | Ebba Andersson             | Svezia      | 891   |
| 8    | Sadie Bjornsen             | Stati Uniti | 855   |
| 9    | Krista Pärmäkoski          | Finlandia   | 829   |
| 10   | Teresa Stadlober           | Austria     | 793   |

#### Distanza
| Pos. | Nome                     | Nazione  | Punti |
| ---- | ------------------------ | -------- | ----- |
| 1    | Therese Johaug           | Norvegia | 1451  |
| 2    | Heidi Weng               | Norvegia | 920   |
| 3    | Ebba Andersson           | Svezia   | 717   |
| 4    | Natal'ja Neprjaeva       | Russia   | 652   |
| 5    | Ingvild Flugstad Østberg | Norvegia | 644   |

#### Sprint
| Pos. | Nome                   | Nazione  | Punti |
| ---- | ---------------------- | -------- | ----- |
| 1    | Linn Svahn             | Svezia   | 509   |
| 2    | Jonna Sundling         | Svezia   | 486   |
| 3    | Anamarija Lampič       | Slovenia | 472   |
| 4    | Natal'ja Neprjaeva     | Russia   | 358   |
| 5    | Maiken Caspersen Falla | Norvegia | 351   |

## Misto

### Risultati
| Data          | Località | Nazione | Specialità | Prima     | Seconda   | Terza     |
| ------------- | -------- | ------- | ---------- | --------- | --------- | --------- |
| 22 marzo 2020 | Canmore  | Canada  | RL         | annullata | annullata | annullata |

Legenda:

RL = staffetta